# Scrierea laoțiană
Scrierea laoțiană sau Akson Lao (laoțiană: ອັກ ສອນ ລາວ  ʔáksɔ̌ːn láːw) este principala scriere folosită limba laoțiană  și alte limbi minoritare din Laos. De asemenea, a fost folosită pentru a scrie limba isan, dar a fost înlocuită cu scrierea thailandeză. Are 27 de consoane (ພະ ຍັນ ຊະ ນະ  pʰāɲánsānā), 7 ligaturi consonantice (ພະ ຍັນ ຊະ ນະ ປະ ສົມ  pʰāɲánsānā pá sǒm), 33 de vocale (ສະ ຫລະ sálá) și 4 semne de ton (ວັນ ນະ ຍຸດ ván nā ɲūt). 
Scrierea laoțiană a fost adaptată după scrierea khmeră, aceasta derivând și ea din scrierea Pallava, o variantă a scrierii Grantha descendentă din scrierea Brāhmī, care a fost folosită în sudul Indiei și în Asia de Sud-Est în secolele V și VI d.Hr. Akson Lao este o scriere soră a scrierii thai, cu care împărtășește multe asemănări și rădăcini. Cu toate acestea, scrierea laoțiană are mai puține caractere și este formată într-o manieră mai curbilinie decât cea thai. 
Laoțiana se scrie de la stânga la dreapta. Vocalele pot fi scrise mai sus, mai jos, în fața sau în spatele consoanelor, cu unele combinații vocale scrise înainte, peste și după. În mod tradițional, spațiile pentru separarea cuvintelor și punctuația nu au fost utilizate, dar un spațiu este folosit și funcționează în locul unei virgule sau al unei perioade. Literele nu se diferențiază în majuscule sau minuscule. 

## Istorie
Scrierea laoțiană a derivat local din scrierea khmeră din Angkor cu influență suplimentară din scrierea mon. Atât scrierea khmeră cât și cea mon au derivat din scrierea brahmi din India . Scrierea laoțiană a fost treptat standardizată în valea râului Mekong după ce diferitele principate Tai ale regiunii au fost unite sub Lan Xang în secolul XIV. S-a schimbat puțin de la înființare și a continuat utilizarea în regiunile vorbitoare de laoțiană din Laos și Isan în zilele noastre.                  Deși scrierea thai a continuat să evolueze, ambele scripturi încă seamănă. Cu toate acestea, astăzi acest lucru este mai puțin evident, din cauza faptului că partidul comunist simplifică ortografia ca să fie cât mai fonemică și omite literele suplimentare folosite pentru a scrie cuvinte de origine pali-sanscrită. 
În forma sa anterioară, scrierea laoțiană ar fi considerată o abugida, în care vocala inerentă este încorporată în literele consoane. Odată cu reformele ortografice ale Partidului Revoluționar Popular Lao, comunist, toate vocalele sunt acum scrise în mod explicit. Cu toate acestea, mulți laoțieni din și din afara Laosului continuă să scrie conform standardelor ortografice anterioare. De exemplu, ortografierea veche a lui ສເຫຼີມ „pentru a organiza o ceremonie, a sărbători” contrastează cu noul ສະເຫລີມ. 

## Variante de scriere a limbii laoțiene

### Limba laoțiană în alte scrieri
1. În mod tradițional, numai literatura seculară a fost scrisă cu alfabetul laoțian. Literatura religioasă a fost adesea scrisă în scrierea Tai Tham, o scriere bazată pe scrierea mon, care este încă folosită pentru Tai Khün, Tai Lü, și anterior pentru Kham Mueang[6].
2. O altă scriere, Lao Tham, este un sistem arhaic de scriere a textelor liturgice[7].
3. Literatura mistică, magică și unele religioasă a fost scrisă în scrierea khom (Aksar Khom), o versiune modificată a scrieriii khmere[8].

### Alte limbi în scrierea laoțiană
Conform articolului 89 din Constituția modificată din 2003 a Republicii Democratice Populare Lao, scrierea laoțiană, deși inițial folosită doar pentru transcrierea limbii laoțiene, este folosită și pentru a scrie câteva limbi minoritare
1. Caractere suplimentare laoțiene utilizate pentru a scrie Pāli sunt acum disponibile odată cu publicarea Unicode 12.0[10].
2. Au fost de asemenea codificate alte caractere laoțiene utilizate pentru a scrie limba khmu . [11] [12]
3. O versiune mai veche a laoțienei, Thai Noi, a fost de asemenea folosită de etnia laoțiană din regiunea Isan a Thailandei, înainte ca Isan să fie încorporată în Siam[13]..                   Utilizarea sa a fost interzisă și completat cu alfabetul tailandez foarte similar în 1871; Cu toate acestea, regiunea a rămas îndepărtată din punct de vedere cultural și politic până când s-au impus campanii guvernamentale și integrarea în statul thailandez ( Thaification ) în secolul XX[14].
4. S-a încercat codificarea Thai Noi[15].
5. Aplicabilitatea scrierii laoțiene pentru alte limbi minoritare necesită evaluări suplimentare. [16]

Unele limbi minoritare folosesc alte sisteme de scriere. De exemplu, hmongul a adoptat alfabetul popular romanizat pentru a transcrie limbile <i>hmong</i>. 

## Consoane
Cele douăzeci și șapte de consoane ale scrierii laoțiene sunt împărțite în trei clase de ton - înalt (ສູງ), mediu (ກາງ ) și scăzut (ຕ ່ ຳ) - care determină pronunția tonală a cuvântului în combinație cu cele patru semne de ton și distincțiile dintre vocalele scurte și lungi. În afară de ton, există douăzeci și unu de sunete consoane distincte care apar în limba laoțiană. Fiecare literă are un nume acrofonic, care începe cu sau prezintă în mod important litera, și este folosit pentru a preda scrisoarea și servește pentru a le distinge de alte consoane omofonice. Litera ອ este o consoană nulă specială folosită ca ancoră obligatorie pentru vocale, care nu poate sta singură și nici pentru a servi drept vocală. 
Litera ຣ (r) este o adăugare relativ recentă la scrierea laoțiană. A fost abandonat ca parte a reformei lingvistice, deoarece majoritatea vorbitorilor au pronunțat-o drept „l” și avea un statut ambiguu de câteva decenii. Un dicționar din 1999 nu îl include la listarea alfabetului complet, dar îl folosește pentru a scrie multe nume de țări. Un dicționar cuprinzător publicat de un oficial de rang înalt din Ministerul Informațiilor și Culturii nu l-a inclus. Cu toate acestea, pe măsură ce vocabularul laoțian încorporează tot mai multe nume străine (cum ar fi Europa, Australia și America), acesta a umplut o nevoie și acum este predat în școli. Este de obicei folosită ca prima consoană a unei silabe sau pentru a urma o consoană conducătoare, mai rar ca o consoană finală. 

### Diagrama consonantică
Tabelul de mai jos arată consoanele laoțiene, numele său, pronunția sa în conformitate cu Alfabetul Fonetic Internațional (IPA), precum și diverse scheme de romanizare, cum ar fi sistemele franceze utilizate atât de Consiliul american pentru nume geografice, cât și de britanici. Comitetul permanent pentru denumiri geografice (BGN / PCGN), sistemul bazat pe limba engleză folosit de Biblioteca americană a Congresului (LC), Royal Thai General System of Transcription (RTGS) folosit în Thailanda, și în final numele Unicode . O lamă indică pronunția la început juxtapusă cu pronunția la sfârșitul unei silabe. 
| Litere | Nume         | Nume                           | Poziția inițială | Poziția inițială | Poziția inițială | Poziția inițială | Poziția finală | Poziția finală | Poziția finală | Poziția finală | Unicode  | Tone Class |
| Litere | Nume         | Nume                           | IPA              | BGN/PCGN         | LC               | RTGS             | IPA            | BGN/PCGN       | LC             | RTGS           | Unicode  | Tone Class |
| ------ | ------------ | ------------------------------ | ---------------- | ---------------- | ---------------- | ---------------- | -------------- | -------------- | -------------- | -------------- | -------- | ---------- |
| ກ      | ກ ໄກ່         | [kāi], găină                   | /k/              | k                | k                | k                | /k/            | k              | k              | k              | KO       | Middle     |
| ຂ      | ຂ ໄຂ່         | [kʰāi], ou                     | /kʰ, x/          | kh               | kh               | kh               | –              | –              | –              | –              | KHO SUNG | High       |
| ຄ      | ຄ ຄວາຍ       | [kʷʰáːj], apă, bivol           | /kʰ, x/          | kh               | kh               | kh               | –              | –              | –              | –              | KHO TAM  | Low        |
| ງ      | ງ ງົວ or ງູ    | [ŋúə], ox or [ŋúː], șarpe      | /ŋ/              | ng               | ng               | ng               | /ŋ/            | ng             | ng             | ng             | NGO      | Low        |
| ຈ      | ຈ ຈອກ        | [tɕɔ̏ːk], sticlă                | /tɕ/             | ch               | ch               | ch               | –              | –              | –              | –              | CO       | Middle     |
| ສ      | ສ ເສືອ        | [sɯ̌ːə], tigru                  | /s/              | s                | s                | s                | –              | –              | –              | –              | SO SUNG  | High       |
| ຊ      | ຊ ຊ້າງ        | [sâːŋ], elefant                | /s/              | x                | s                | s                | –              | –              | –              | –              | SO TAM   | Low        |
| ຍ      | ຍ ຍຸງ         | [ɲúŋ], țânțar                  | /ɲ/              | gn               | ny               | y                | /j/            | j              | j              | j              | NYO      | Low        |
| ດ      | ດ ເດັກ        | [dék], copil                   | /d/              | d                | d                | d                | /t/            | t              | t              | t              | DO       | Middle     |
| ຕ      | ຕ ຕາ         | [tàː], ochi                    | /t/              | t                | t                | t                | –              | –              | –              | –              | TO       | Middle     |
| ຖ      | ຖ ຖົງ         | [tʰǒŋ], ciorap                 | /tʰ/             | th               | th               | th               | –              | –              | –              | –              | THO SUNG | High       |
| ທ      | ທ ທຸງ         | [tʰúŋ], drapel                 | /tʰ/             | th               | th               | th               | –              | –              | –              | –              | THO TAM  | Low        |
| ນ      | ນ ນົກ         | [nōk], pasăre                  | /n/              | n                | n                | n                | /n/            | ne             | n              | n              | NO       | Low        |
| ບ      | ບ ແບ້         | [bɛ̑ː], capră                   | /b/              | b                | b                | b                | /p/            | p              | p              | p              | BO       | Middle     |
| ປ      | ປ ປາ         | [paː], pește                   | /p/              | p                | p                | p                | –              | –              | –              | –              | PO       | Middle     |
| ຜ      | ຜ ເຜິ້ງ        | [pʰɤ̏ŋ], albină                 | /pʰ/             | ph               | ph               | ph               | –              | –              | –              | –              | PHO SUNG | High       |
| ຝ      | ຝ ຝົນ         | [fǒn], ploaie                  | /f/              | f                | f                | f                | –              | –              | –              | –              | FO SUNG  | High       |
| ພ      | ພ ພູ          | [pʰúː], munte                  | /pʰ/             | ph               | ph               | ph               | –              | –              | –              | –              | PHO TAM  | Low        |
| ຟ      | ຟ ໄຟ         | [fáj], foc                     | /f/              | f                | f                | f                | –              | –              | –              | –              | FO TAM   | Low        |
| ມ      | ມ ແມວ        | [mɛ́ːw], pisică                 | /m/              | m                | m                | m                | /m/            | m              | m              | m              | MO       | Low        |
| ຢ      | ຢ ຢາ         | [jaː], medica-mente            | /j/              | y                | y                | y                | –              | –              | –              | –              | YO       | Middle     |
| ຣ      | ຣ ຣົຖ or ຣະຄັງ | [rōt], car or [rākʰáŋ], clopot | /r/,/l/          | r                | r                | r                | /n/            | ne             | n              | n              | LO LOOT  | Low        |
| ລ      | ລ ລີງ         | [líːŋ], maimuță                | /l/              | l                | l                | l                | –              | –              | –              | –              | LO LING  | Low        |
| ວ      | ວ ວີ          | [víː], evantai                 | /ʋ/,/w/          | v                | v,w              | v,w              | [w]            | v              | w              | w              | WO       | Low        |
| ຫ      | ຫ ຫ່ານ        | [hāːn], gâscă                  | /h/              | h                | h                | h                | –              | –              | –              | –              | HO SUNG  | High       |
| ອ      | ອ ໂອ         | [ʔòː], blid                    | /ʔ/              | –                | –                | –                | –              | –              | –              | –              | O        | Middle     |
| ຮ      | ຮ ເຮືອນ       | [hɯ́ːən], casă                  | /h/              | h                | h                | h                | –              | –              | –              | –              | HO TAM   | Low        |

Rețineți că numele Unicode pentru caracterele ຝ (FO TAM) și ຟ (FO SUNG) sunt inversate. Același lucru este valabil și pentru ຣ (LO LING) și ລ (LO LOOT). Această eroare a fost introdusă în standardul Unicode și nu poate fi remediată, deoarece numele de caractere sunt imuabile. 

### Digrafe și ligaturi consonantice
Scrierea laoțiană folosește, de asemenea, digrafe bazate pe combinații de ຫ ຫ່ານ silențioase cu anumite alte consoane, unele dintre ele având, de asemenea, forme de ligatură care sunt utilizate în mod opțional. Deoarece prima componentă silențioasă este din clasa de ton „înalt”, toate digrafele și legăturile sunt, de asemenea, din clasa tonului înalt. Versiunile mai vechi ale scrierii includeau, de asemenea, forme speciale pentru combinații de ພ (pʰ) + ຍ (ɲ), ສ (s) + ນ (n) și ມ (m) + ລ (l). În plus, grupurile de consoane care aveau a doua componentă a lui ຣ (r) sau ລ (l) au fost scrise cu o formă specială ຼ sub consoană. Deoarece acestea nu au fost pronunțate în laoțiană, ele au fost eliminate în timpul diverselor reforme ortografice, iar acest simbol apare doar în ligatura ຫຼ . 
| Litere     | Poziția inițială | Poziția inițială | Poziția inițială | Poziția inițială | Unicode | Clasa ton |
| Litere     | IPA              | BGN / PCGN       | LC               | RTGS             | Unicode | Clasa ton |
| ---------- | ---------------- | ---------------- | ---------------- | ---------------- | ------- | --------- |
| ຫ ງ        | /ŋ/              | ng               | ng               | ng               | ng      | Înalt     |
| ຫ ຍ        | /ɲ/              | gn               | j                | ny               | ny      | Înalt     |
| ໜ sau ຫ ນ  | /n/              | n                | n                | n                | n       | Înalt     |
| ໝ sau ຫ ມ  | /m/              | m                | m                | m                | m       | Înalt     |
| ຫ ຼ sau ຫ ລ | /l/              | L                | L                | L                | L       | Înalt     |
| ຫ ວ        | /ʋ/, /w/         | v                | v, w             | v, w             | w       | Înalt     |

### Fonetic
Caractere în poziția inițială (mai multe litere care apar în aceeași casetă au o pronunție identică). 
|                      |                      | Bilabială | Labio- dentală | Alveolară | Alveolo- palatală | Palatală | Velară    | Glotală  |
| -------------------- | -------------------- | --------- | -------------- | --------- | ----------------- | -------- | --------- | -------- |
| Nazală               | Nazală               | [m] ມ     |                | [n] ນ     |                   | [ɲ] ຍ    | [ŋ] ງ     |          |
| Ocluziv              | sonoră               | [b] ບ     |                | [d] ດ     |                   |          |           |          |
| Ocluziv              | afonă                | [p] ປ     |                | [t] ຕ     |                   |          | [k] ກ     | [ʔ] ອ    |
| Ocluziv              | aspirată             | [pʰ] ຜ, ພ |                | [tʰ] ຖ, ທ |                   |          | [kʰ] ຂ, ຄ |          |
| Fricativă            | Fricativă            |           | [f] ຝ, ຟ       | [s] ສ, ຊ  |                   |          | [x] ຂ, ຄ  | [h] ຫ, ຮ |
| Africată             | Africată             |           |                |           | [tɕ] ຈ            |          |           |          |
| Aproximantă          | Aproximantă          |           | [ʋ] ວ *        |           |                   | [j] ຢ    |           | [w] ວ *  |
| Tril                 | Tril                 |           |                | [r] ຣ     |                   |          |           |          |
| Laterală aproximantă | Laterală aproximantă |           |                | [l] ຣ, ລ  |                   |          |           |          |

* Depinde de dialecte.
Personaje Lao în poziția finală. În documentele vechi, litera ຽ poate fi găsită în locul lui ຍ sau ຢ. 
|             | bilabiată      |  | Alveolar                |  | Palatal  | Velar       | Glotal |
| ----------- | -------------- |  | ----------------------- |  | -------- | ----------- | ------ |
| Nazal       | [m] ມ          |  | [n] ນ, ຣ, ລ             |  |          | [ŋ] ງ       |        |
| Ocluziv     | [p] ບ, ປ, ພ, ຟ |  | [t] ຈ, ສ, ຊ, ດ, ຕ, ຖ, ທ |  |          | [k] ກ, ຂ, ຄ |        |
| Approximant |                |  |                         |  | [j] ຍ, ຢ |             | [w] ວ  |

## Vocalele
Vocalele sunt construite doar dintr-o mână de simboluri de bază, dar pot fi combinate cu alte forme vocale și semivocale pentru a reprezenta repertoriul complet al diftongilor și al triftongilor utilizate în limbă. Vocalele nu pot sta singure sau să înceapă o silabă, astfel încât consoana silențioasă, ອ, care poate funcționa ca vocală în sine, este folosită ca bază pentru a scrie un cuvânt care începe cu un sunet vocal. . 
Unele vocale au nume unice, iar acestea sunt ໃ - (ໄມ້ ມ້ວນ, [mâj muân], tulpină rulată ), ໄ - (ໄມ້ ມາ ຽ, [mâj máːj], tulpină nefondată), - ົ (ໄມ້ ກົງ,. [mâj kòŋ], tulpină dreaptă ), - ັ (ໄມ້ ກັນ ,. [mâj kàn], tulpina urechii ), - ຽ (ວິ ຣາມ, [vī ráːm] ) și - ໍ (ນິກ ຄະ ຫິດ, [nīk kʰā hǐt] ).  Deși este utilizată o liniuță scurtă pe această pagină pentru a reprezenta consoana, în ortografia standard laoțiană este folosit un simbol x mic în acest scop.                                                                                                                          În mod tradițional, acesta a fost un simplu, stilizat, sans-serif x și a fost inclus în fonturile laoțiene înainte ca Unicode să se răspândească. Unicode nu îl pune la dispoziție ca parte a setului alfabetului laoțian, iar în locul său este adesea utilizat un sans-serif x cu litere mici. (Multe dintre literele enumerate mai jos sunt considerate acum arhaice). 
| Vocale scurte | Vocale scurte | Vocale scurte | Vocale scurte | Vocale scurte | Vocale scurte |         | Vocale lungi | Vocale lungi | Vocale lungi | Vocale lungi | Vocale lungi | Vocale lungi |
| Litera        | IPA           | BGN/PCGN      | LC            | RTGS          | Unicode       | Leitera | IPA          | BGN/PCGN     | LC           | RTGS         | Unicode      |              |
| ------------- | ------------- | ------------- | ------------- | ------------- | ------------- | ------- | ------------ | ------------ | ------------ | ------------ | ------------ | ------------ |
| ◌ະ,- ັ◌        | /aʔ/, /a/     | a             | a             | a             | a             | _າ      | /aː /        | a            | ā            | a            | aa           |              |
| _ິ             | /i/           | i             | i             | i             | i             | _ີ       | /iː /        | i            | ī            | i            | ii           |              |
| _ຶ             | /ɯ/           | u             | ư             | ue            | y             | _ື       | /ɯː /        | u            | ư̄            | ue           | yy           |              |
| _ຸ             | /u/           | ou            | u             | u             | u             | _ູ       | /uː /        | ou           | ū            | u            | uu           |              |
| ເ-ະ, ເ-ັ       | /eʔ/, /e/     | é             | e             | e             |               | ເ-      | /eː/         | é            | ē            | e            | e            |              |
| ແ-ະ, ແ-ັ       | /ɛʔ/, /ɛ/     | è             | æ             | ae            |               | ແ-      | /ɛː/         | è            | ǣ            | ae           | ei           |              |
| ໂ-ະ, -ົ        | /oʔ/, /o/     | ô             | o             | o             |               | ໂ-      | /oː/         | ô            | ō            | o            | o            |              |
| ເ-າະ, -ັອ-     | /ɔʔ/, /ɔ/     | o             | ǫ             | o             |               | -ໍ, -ອ-  | /ɔː/         | o            | ǭ            | o            |              |              |
| ເ-ິ            | /ɤ/           | eu            | œ             | oe            |               | ເ-ີ      | /ɤː/         | eu           | œ̄            | oe           |              |              |
|               |               |               |               |               |               |         |              |              |              |              |              |              |
| ເ-ັຍ, -ັຽ-      | /iə/          | ia            | ia            | ia            |               |         | ເ-ຍ, -ຽ-     | /iːə/        | ia           | īa           | ia           |              |
| ເ-ຶອ           | /ɯə/          | ua            | ưa            | uea           |               | ເ-ືອ     | /ɯːə/        | ua           | ư̄a           | uea          |              |              |
| -ົວະ, -ົວ-      | /uə/          | oua           | ua            | ua            |               | -ົວ, -ວ- | /uːə/        | oua          | ūa           | ua           |              |              |
| ໄ-, ໃ-*, -ັຍ   | /aj/          | ai            | ai            | ai            | ai or ay      | -າຍ     | /aːj/        | ay           | āi           | ai           |              |              |
| ເ-ົາ           | /aw/          | ao            | ao            | ao            |               |         |              |              |              |              |              |              |
| -ຳ            | /am/          | am            | am            | am            |               |         |              |              |              |              |              |              |

- În dialectul nordic (Luang Prabang) din Lao, ໃ - se pronunță ca [aɰ] nu [aj] ; în mod similar, în dialectul nord- estic (Houaphanh), ໃ - se pronunță ca /ɯ/ .

La fel ca în scrierea thai vecină, ◌ ະ este utilizat pentru a reprezenta o oprire glotală după o vocală. 

## Numerale
|                        | 0     | 1     | 2      | 3   | 4  | 5  | 6   | 7    | 8                  | 9   | 10          | 20  |
| ---------------------- | ----- | ----- | ------ | --- | -- | -- | --- | ---- | ------------------ | --- | ----------- | --- |
| Numerale laoțiene      | 0     | 1     | 2      | 3   | 4  | 5  | 6   | 7    | 8                  | 9   | 10          | 20  |
| Nume laoțiene          | ສູນ    | ຫນຶ່ງ   | ສອງ    | ສາມ | ສີ່  | ຫ້າ | ຫົກ  | ເຈັດ  | ແປດ                | ເກົ້າ | ສິບ          | ຊາວ |
| Numeralele thailandeze | 0     | 1     | 2      | 3   | 4  | 5  | 6   | 7    | 8                  | 9   | 10          | 20  |
| RTGS                   | soare | nueng | cântec | sam | si | Ha | Hok | Chet | Paet               | kao | înghițitură | sao |
| Transliterație         | Soun  | Nung  | cântec | sam | si | Ha | Hok | Chet | animal de companie | kao | înghițitură | Xao |

## Software compatibil cu Lao
Linux este disponibil în laoțiană din 2005. 
Windows nu a acceptat oficial laoțiana până la varianta de Windows Vista. Fonturile generate de utilizatori laoțieni sunt disponibile gratuit online. 
În decembrie 2011, Ministerul Științei și Tehnologiei din Lao, în cooperare cu Ministerul Poștelor și Telecomunicațiilor, a autorizat oficial utilizarea Phetsarath OT ca font național standard. 
Fontul Phetsarath OT a fost adoptat de guvern încă din 2009; cu toate acestea, utilizatorii din Laos nu au putut să-l folosească, întrucât producătorii internaționali de software nu au inclus fontul în sistemele lor software. Dispozitivele mobile nu au putut folosi sau afișa limba laoțiană. Astfel că, utilizatorii de telefoane mobile laoțieni au fost nevoiți să folosească ori tastatura thai, ori cea engleză. 
Ministerul Poștelor și Telecomunicațiilor din Laos a solicitat tehnicienilor locali să dezvolte un sistem software de standard internațional care să permită fontului Phetsarath OT să fie ca alte sisteme de fonturi la care utilizatorii locali să poată avea acces. 
În martie 2011, compania Lao XY Mobile a prezentat  Phetsarath OT pe telefoanele mobile, precum și pe tabletele care folosesc sistemul de operare Android. 
iOS acceptă scrierea laoțiană pe iPhone și iPad. 

## Unicode
Blocul Unicode pentru scrierea laoțiană este U + 0E80 – U + 0EFF, adăugat în versiunea Unicode 1.0. Primele zece caractere ale rândului U + 0EDx sunt numerele Lao între 0 și 9. De-a lungul graficului, sunt afișate puncte de cod gri (neatribuite), deoarece caracterele laoțiene atribuite se potrivesc intenționat cu pozițiile relative ale caracterelor thai corespunzătoare. Aceasta a creat anomalia conform căreia litera laoțiană ສ nu este în ordine alfabetică, deoarece ocupă același punct de cod ca și litera tailandeză ส. Format:Unicode chart Lao